# Commersonia craurophylla
Commersonia craurophylla är en malvaväxtart som först beskrevs av Ferdinand von Mueller, och fick sitt nu gällande namn av Ferdinand von Mueller. Commersonia craurophylla ingår i släktet Commersonia och familjen malvaväxter. Inga underarter finns listade i Catalogue of Life.